# Rasa de la Mosella
La rasa de la Mosella és un afluent per l'esquerra de la Ribera Salada.
Neix a 782 m d'altitud, a les obagues de Villaró, en un punt situat a 600 m a volt d'ocell al nord-est de la masia de Villaró. Durant tot el seu recorregut segueix la direcció est-oest. Cap a la meitat del seu recorregut passa pel sud de la masia de la Mosella, que s'alça dalt d'un turó que es troba un centenar de metres per damunt de la rasa i que li dona el nom i desguassa a la Ribera Salada a 550 m d'altitud, just després que aquesta hagi deixat enrere la urbanització del Pla dels Roures.